# Axis & Allies
Axis & Allies è un gioco da tavolo strategico per 2-5 giocatori, ambientato durante la seconda guerra mondiale. La durata media del gioco varia tra le 2 e le 20 ore, secondo le condizioni di vittoria stabilite. Il gioco è attualmente pubblicato dalla statunitense Avalon Hill. La prima edizione del 1981 fu pubblicata dalla Nova Games Design.
Il tabellone di gioco è costituito da un planisfero che rappresenta tutto il mondo, suddiviso in territori. Ognuno dei giocatori controlla una o più potenze, divise in due fazioni: gli Alleati (URSS, Regno Unito e USA) e l'Asse (Germania, Giappone e, dal 2008, l'Italia). Ogni potenza è rappresentata da numerosi pezzi di un medesimo colore, raffiguranti le diverse unità terrestri, aeree e navali. L'assegnazione a ogni potenza dei territori e il dislocamento delle varie unità su di essi sono prestabilite in modo da fornire una ricostruzione storica della primavera del 1942.
Ogni giocatore durante il proprio turno ha diverse opzioni, che comprendono il rafforzamento delle unità militari, gli spostamenti degli eserciti attraverso i vari territori in cui è diviso il tabellone di gioco, l'eventuale combattimento contro mezzi nemici, lo sviluppo di nuove tecnologie belliche, la raccolta dei redditi utili per la produzione industriale.
L'esito dei combattimenti è determinato dal lancio dei dadi, ma l'elemento aleatorio della risoluzione dei conflitti è fortemente mitigato dalle caratteristiche di ogni mezzo coinvolto nella battaglia: A&A è un gioco strategico, non di fortuna.
Le altre versioni pubblicate negli anni sono quelle di "Avalon Hill" e quelle di "Wizard of the Coast".

## Versioni "Avalon Hill"
Axis & Allies Europe 

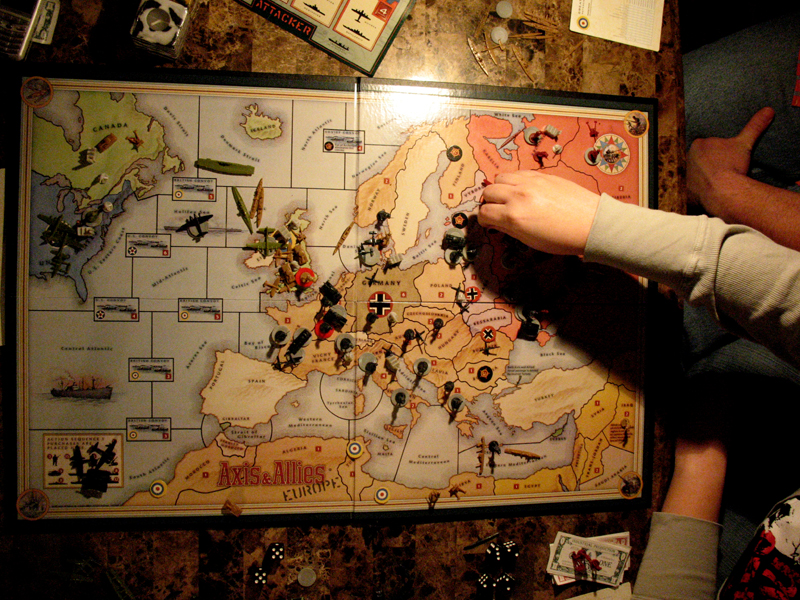
Versione Europe

è stato pubblicato nel 1999. L'azione di gioco si svolge nel teatro di guerra europeo. La disposizione iniziale delle pedine riproduce la situazione nella primavera del 1941, appena prima dell'inizio dell'operazione Barbarossa. 
Il tabellone, suddiviso in territori e zone di mare, rappresenta una mappa politica che va dalla costa occidentale degli Stati Uniti fino a Mosca includendo il Nord Atlantico, l'Europa, il bacino del Mediterraneo e il Vicino Oriente. 
Gli schieramenti in questa edizione sono: per le forze dell'Asse la Germania; mentre per gli Alleati giocano la Russia, il Regno Unito e gli Stati Uniti. 
La confezione include inoltre 369 miniature rappresentanti le varie unità di gioco che sono: fanterie, artiglierie, carri armati, aerei da caccia, bombardieri, cacciatorpediniere, corazzate, portaerei, sommergibili, navi da trasporto, complessi industriali e batterie contraeree. 
Per 2-4 giocatori.
Da 12 anni in su.
Axis & Allies Pacific 
è stato pubblicato nel 2001 ed è ambientato nel teatro di guerra dell'Estremo Oriente e dell'oceano Pacifico. Il tabellone, suddiviso in territori e zone di mare, rappresenta una mappa che va dall'India alla costa ovest degli Stati Uniti includendo tutto il Pacifico e l'Australia. L'azione di gioco inizia il 7 dicembre 1941 appena prima dell'attacco di Pearl Harbor. 
Gli schieramenti in questa edizione sono: per le forze dell'Asse il Giappone; mentre per gli Alleati giocano gli Stati Uniti e il Regno Unito qui rappresentato in maniera separata dall'India e dall'Australia. 
La confezione include inoltre 345 miniature rappresentanti le varie unità di gioco che sono: fanterie, artiglierie, carri armati, aerei da caccia, bombardieri, cacciatorpediniere, corazzate, portaerei, sommergibili, navi da trasporto, complessi industriali e batterie contraeree. 
Per 2-3 giocatori.
Da 12 anni in su.
Axis & Allies Revised 
è stato pubblicato nel 2004. Il tabellone, relativamente piccolo per le miniature, è suddiviso in territori e zone di mare e rappresenta il planisfero secondo quella che era la situazione politica e militare nella primavera del 1942. È considerato una evoluzione del gioco base edito dalla Milton Bradley nel 1981.
Gli schieramenti in questa edizione sono: per le forze dell'Asse, la Germania e il Giappone; mentre per gli Alleati giocano la Russia, il Regno Unito e gli Stati Uniti. 
La confezione include inoltre 370 miniature rappresentanti le varie unità di gioco che sono: fanterie, artiglierie, carri armati, aerei da caccia, bombardieri, cacciatorpediniere, corazzate, portaerei, sommergibili, navi da trasporto, complessi industriali e batterie contraeree. 
Per 2-5 giocatori.
Da 12 anni in su.
Axis & Allies D-Day 
è stato pubblicato nel 2004 in occasione del sessantesimo anniversario dell'omonima operazione militare.
È ambientato nel Nord della Francia a partire dal 6 giugno 1944, giorno del D-Day, in gergo militare conosciuto come operazione Overlord. Il tabellone, suddiviso in territori con la zona costiera dello sbarco, rappresenta una mappa della Normandia che va da Cherbourg a Caen. 
Gli schieramenti in questa edizione sono: per le forze dell'Asse la Germania; mentre per gli Alleati giocano gli Stati Uniti e il Regno Unito. 
La confezione include inoltre 241 miniature rappresentanti le varie unità di gioco che sono: fanterie, artiglierie, carri armati, aerei da caccia, bombardieri e bunker costieri. 
Per 2-3 giocatori.
Da 12 anni in su.
Axis & Allies Battle of the Bulge 
è stato pubblicato nel 2006 ed è ambientato a partire dal 16 dicembre 1944 durante l'offensiva delle Ardenne. 
Il tabellone, suddiviso in territori esagonali, rappresenta una mappa delle Ardenne che va da Dinant in Belgio a Stadtkyll in Germania. 
Gli schieramenti in questa edizione sono, per le forze dell'Asse la Germania, mentre per gli Alleati giocano gli Stati Uniti e il Regno Unito. 
La confezione include inoltre 157 miniature rappresentanti le varie unità di gioco che sono: fanterie, artiglierie, carri armati, aerei da caccia, bombardieri e autocarri. 
Per 2 giocatori.
Da 13 anni in su.
Axis & Allies Guadalcanal 
è stato pubblicato nel 2007 ed è ambientato nel Sud Pacifico durante la campagna di Guadalcanal. Il tabellone, suddiviso in isole e zone di mare, rappresenta una mappa dell'arcipelago delle Isole Salomone da Bougainville a Guadalcanal. 
Gli schieramenti in questa edizione sono: per le forze dell'Asse il Giappone; mentre per gli Alleati giocano gli Stati Uniti. 
Sono disponibili due mini mappe aggiuntive rappresentati le basi di partenza delle forze militari in campo, esse rappresentano Rabaul per il Giappone e la Nuova Caledonia per gli Stati Uniti. 
La confezione include inoltre 172 miniature rappresentanti le varie unità di gioco che sono: fanterie, artiglierie, aerei da caccia, bombardieri, cacciatorpediniere, incrociatori, corazzate, portaerei, sommergibili, navi da trasporto, e batterie contraeree. 
Per 2 giocatori.
Da 13 anni in su.

## Versioni "Wizard of the Coast"
Axis & Allies Anniversary Edition 
è stato pubblicato il 18 novembre 2008 dalla Wizard of the Coast (nuova proprietaria della Avalon Hill) per celebrare il 50º anniversario di quest'ultima. Il tabellone ha dimensioni maggiori rispetto a tutte le precedenti edizioni ed è suddiviso in territori e zone di mare, rappresenta tutto il planisfero con una mappa fisica della Terra. Sono possibili due differenti scenari di gioco riproducibili con un differente schieramento iniziale delle unità, uno rappresenta la situazione militare delle forze in campo nel 1941, l'altro nel 1942.
Gli schieramenti in questa edizione sono: per le forze dell'Asse, la Germania, l'Italia (una delle novità introdotte a partire da questa edizione) e il Giappone; mentre per gli Alleati giocano la Russia, il Regno Unito e gli Stati Uniti. 
La confezione include oltre 600 miniature rappresentanti le varie unità di gioco che sono: fanterie, artiglierie, carri armati, aerei da caccia, bombardieri, cacciatorpediniere, incrociatori, corazzate, portaerei, sommergibili, navi da trasporto, complessi industriali e batterie contraeree. 
Per 2-6 giocatori.
Da 12 anni in su.
Axis & Allies 1942 
pubblicato nell'agosto 2009, riprende il regolamento e alcune delle novità introdotte in Axis & Allies Anniversary ma in versione semplificata. Sostituisce la versione Axis & Allies Revised come gioco che riproduce l'intero scenario della seconda guerra mondiale. 
Gli schieramenti sono: Germania, e Giappone per le forze dell'Asse e Russia, Regno Unito e Stati Uniti per gli Alleati. 
La confezione include 370 miniature rappresentanti le varie unità di gioco che sono: fanterie, artiglierie, carri armati, aerei da caccia, bombardieri, cacciatorpediniere, incrociatori, corazzate, portaerei, sommergibili, navi da trasporto, complessi industriali e batterie contraeree. 
Per 2-5 giocatori.
Da 12 anni in su.
Axis & Allies Pacific 1940 
pubblicato nel dicembre 2009, questa versione è focalizzata sul teatro del Pacifico. Introduce un nuovo regolamento, ampliando quello delle edizioni Anniversary e 1942; introduce due nuove unità (la fanteria meccanizzata e il bombardiere tattico); riprende e amplia le regole per i porti e le basi aeree dell'edizione Pacific del 1999. Giocabile come gioco indipendente, sarà anche possibile unirlo ad Axis & Allies: Europe 1940.
Per 2-4 giocatori: Giappone contro Regno Unito, Stati Uniti e Cina, e ANZAC (Australian and New Zealand Army Corp).
La confezione include oltre 450 miniature e una mappa di circa 89 x 81 cm.
Da 12 anni in su.
Axis & Allies Europe 1940 
pubblicato nell'agosto 2010, questa versione è focalizzata sul teatro europeo, atlantico e africano del secondo conflitto mondiale. Riprende il regolamento di Pacific 1940 con l'introduzione della fanteria meccanizzata e il bombardiere tattico, le regole per i porti e le basi aeree e le rotte dei convogli. Giocabile come gioco indipendente, sarà anche possibile unirlo a Pacific 1940 per ottenere una versione globale denominata Axis & Allies 1940 talvolta conosciuto anche come Global 1940.
Per 2-5 giocatori: Germania e Italia contro Regno Unito, Unione Sovietica, Stati Uniti e Francia.
La confezione include oltre 560 miniature e una mappa di circa 89 x 81 cm.
Da 12 anni in su.
Axis & Allies 1940 Global 
è la versione che si viene a creare unendo le mappe dei due distinti giochi Europe 1940 e Pacific 1940. L'azione di gioco inizia nel 1940 prima della campagna di Francia. La mappa misura circa 178 x 81 cm. Il gioco vede contrapporsi le maggiori potenze della seconda guerra mondiale: la Germania, l'Italia e il Giappone dalla parte dell'Asse; il Regno Unito, l'Unione Sovietica, gli Stati Uniti d'America, la Francia, le forze dell'ANZAC (Australian and New Zealand Army Corp) e le forze della Repubblica di Cina per gli Alleati.
Axis & Allies 1941
è una versione semplificata del classico Axis&Allies. Dai 2-5 giocatori dalla durata di 3 ore circa. Si contrappongono Germania e Giappone contro USA, Regno Unito e Unione Sovietica. Contiene oltre 160 miniature suddivise in: fanteria, carri armati, caccia, bombardieri, sottomarini, trasporti unità, cacciatorpediniere, portaaerei, corazzate. Non sono presenti miniature come l'artiglieria e le fabbriche (già stampate sul tabellone).

## Videogiochi
Videogiochi tratti ufficialmente dal gioco da tavolo:
- Axis and Allies (1994, CDi)
- Axis & Allies (1998, Windows)
- Axis & Allies: Iron Blitz (1999, Windows), basato sulla terza edizione delle regole
- Axis & Allies (2004, Windows), gioco di strategia in tempo reale vagamente ispirato all'originale, che include anche una simulazione del gioco da tavolo
- TripleA (2011, PC) è una versione open source non ufficiale.